# Bossington (Somerset)
Bossington – wieś w Anglii, w Somerset. Leży 7,1 km od miasta Minehead, 41,1 km od miasta Taunton i 246,1 km od Londynu. Bossington jest wspomniana w Domesday Book (1086) jako Bosintone/Bosintuna/Bosintona.